# Labidochromis chisumulae
Labidochromis chisumluae là một loài cá thuộc họ Cichlidae. Nó là loài đặc hữu của đảo Chizumulu, Malawi. Môi trường sống tự nhiên của chúng là hồ nước ngọt.